# Sunday Referee

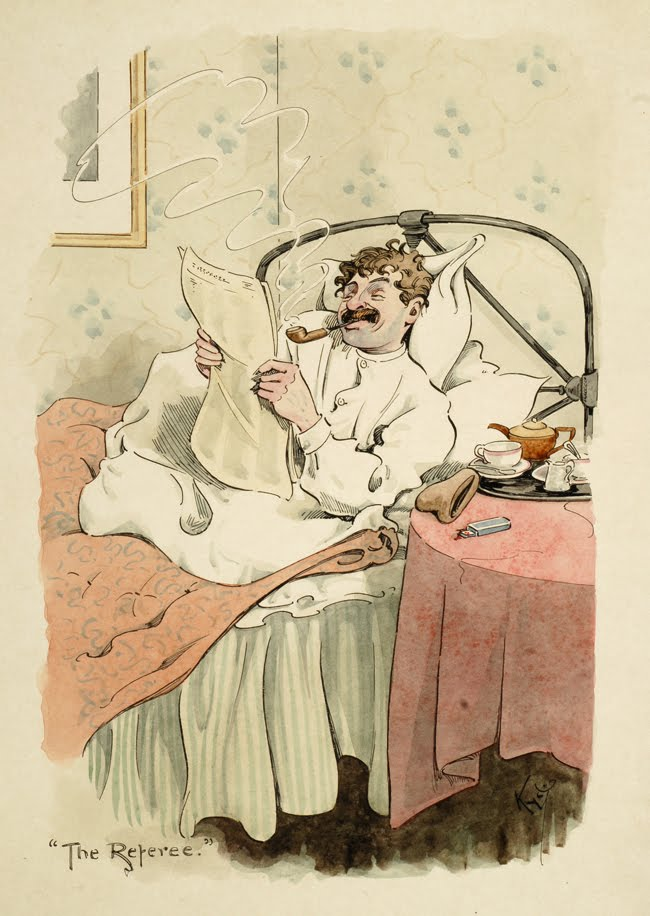
Un lecteur de The Referee par Joseph Clayton Clark, c. 1900

The Sunday Referee était un journal du dimanche au Royaume-Uni, fondé en 1877 sous le nom de The Referee, couvrant principalement l'actualité sportive. Sa publication a cessé en 1939 à la suite d'une fusion avec un autre journal britannique.

## Histoire
En 1925-1926, le journal a fait la une pendant de nombreuses semaines sur les apparentes révélations de l'écrivain Frank Power (de son vrai nom Arthur Vectis Freeman) sur le naufrage du HMS Hampshire et la disparition d'Horatio Herbert Kitchener dix ans auparavant. Celles-ci ont culminé avec l'affirmation sensationnelle de Power d'avoir rendu le cercueil de Kitchener à la Grande-Bretagne, mais lors d'un examen officiel, il s'est avéré qu'il est vide, à l'exception du matériel de pondération.
Dans les années 1930, des sommes considérables ont été investies pour tenter de concurrencer les principaux journaux du dimanche, et le tirage a atteint 400 000 exemplaires, mais en 1939, il a été fusionné avec le Sunday Chronicle.
Dylan Thomas a écrit plusieurs premiers poèmes qui ont été publiés dans le journal. Au cours des années 1930, les chroniqueurs comprennent la MP travailliste Ellen Wilkinson, le politicien libéral rebelle William Mabane et le philosophe Bertrand Russell. Une chronique passant en revue les disques populaires a été rédigée par Christopher Stone, l'un des premiers « disc jockeys ».
L'édition du 24 mai 1936 compte 24 pages grand format et coûte deux pences. L'éditeur est la Sunday Referee Publishing Company du 17 Tudor Street, Londres, EC4. L'en-tête de la première page porte le titre du journal en écriture gothique au-dessus du slogan « The national newspaper for all thinking men and women ». Sept pages montrent l'intérêt continu du journal pour le sport, mais il y a aussi une gamme d'actualités générales, de reportages et de potins sur le show business typiques de la presse tabloid. Une page, par exemple, spécule sur des illustrations montrant des femmes et demandant lesquelles des « beautés » seraient les visages du futur service de télévision de la BBC.

## Éditeurs
- 1932 : Mark Goulden (en)
- 1936 : R. J. Minney (en)

## Collaborateurs notoires
- Dylan Thomas
- Ellen Wilkinson
- Bertrand Russell
- Christopher Stone